# Коктейль Молотова

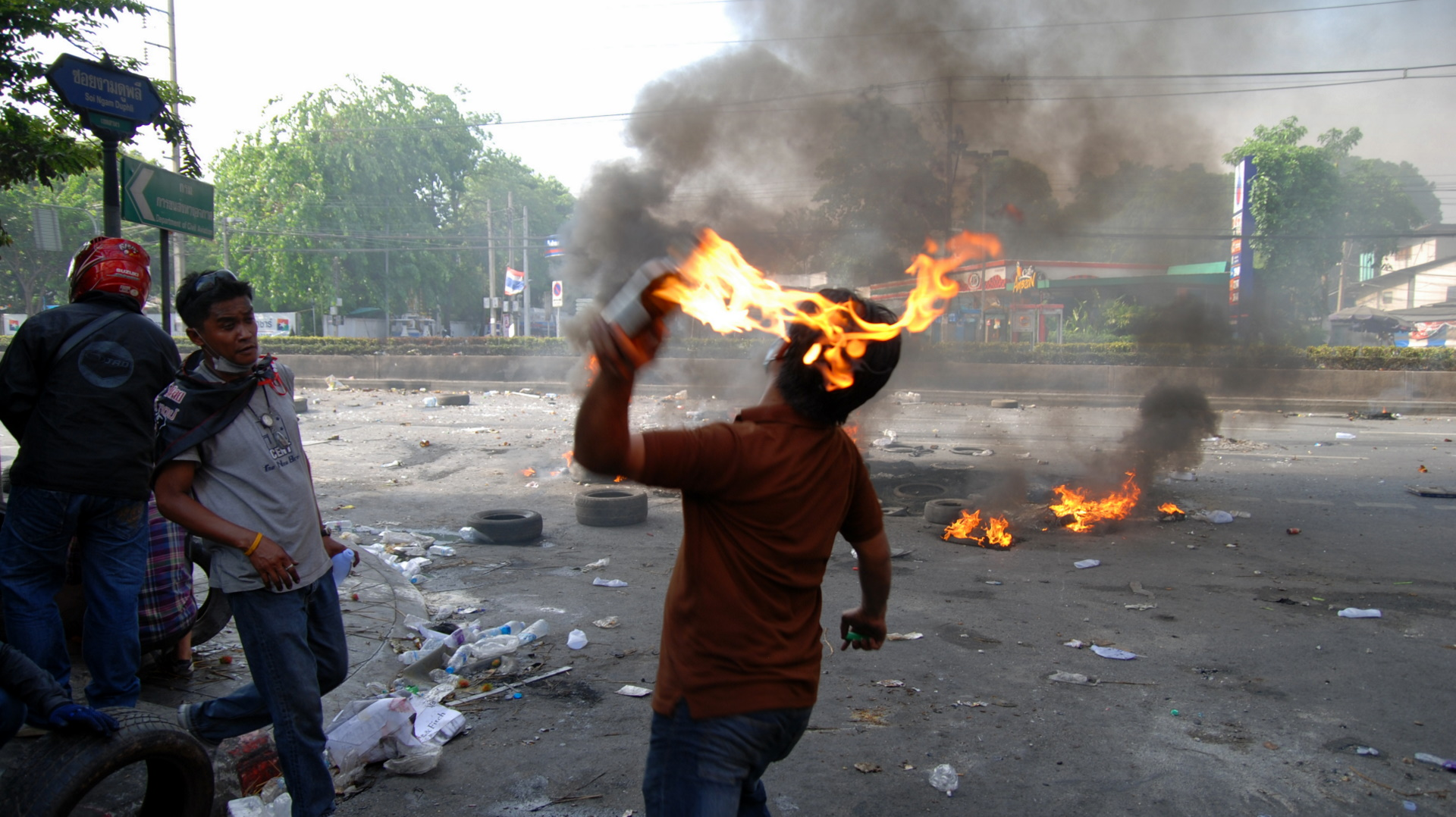
Применение бутылок с горючей смесью во время событий в Таиланде, 2010 год

«Коктейль Мо́лотова» (изначально — «Коктейль для Мо́лотова»), бутылка с зажигательной смесью — общее название простейших жидкостных зажигательных гранат (название Cocktail for Molotov имеет распространение в английском языке, в русский язык попало из английского в конце XX века). Обычная конструкция — стеклянная бутылка, содержащая горючую жидкость, и запал (в самом примитивном варианте на горлышке закреплена смоченная горючим салфетка или тряпка.
В бутылку чаще всего добавляют спирт или керосин и тем же смачивают тряпку.

## История применения
Принцип использования в качестве оружия сосудов с горючей смесью восходит к древности (см. греческий огонь). Сосуды с зажигательной смесью применяли на Кубе во время Войны за независимость. Известна даже точная дата появления этого оружия: 20 июля 1895 года, когда отряды кубинских повстанцев-мамби осадили испанский гарнизон в населённом пункте Байре. Кубинцы потребовали капитуляции, пригрозив применить «новое секретное оружие».
После начала Первой мировой войны 31 мая 1915 года генерал-лейтенант П. К. Кондзеровский направил начальнику ГВТУ письмо, в котором предлагал сбрасывать с аэропланов «зажигательные снаряды». В июне 1915 года в Императорском Московском техническом училище были изготовлены зажигательные снаряды конструкции прапорщика Б. Н. Юрьева в виде стеклянной бутыли с пиротехническим воспламенителем, заполненной смесью мазута, бензина и керосина. К 1 августа 1915 года в 1-ю авиационную роту было передано 3035 штук, во 2-ю — 7000, в 4-ю — 9000, в 5-ю — 7380, в 6-ю — 7000. В свете этих данных встречающееся в литературе утверждение о приоритете капитана Куиттинена и финской военной промышленности в изобретении и первом массовом производстве «коктейля Молотова» в 1939—1940 годах оказывается не соответствующим действительности. Однако применение зажигательных снарядов не оправдало ожиданий. Командующий 8-й армией генерал от кавалерии А. А. Брусилов докладывал о слабом результате их выброски. Зачастую бутылки глубоко впивались в землю, в результате чего горючая смесь сгорала в образовавшейся ямке и не разбрызгивалась. Помимо этого, многие военлёты столкнулись с курьёзом: служившие корпусами для зажигательной смеси винные и пивные бутылки не разбивались при падении на мягкий грунт.
В ходе войны в Испании бутылки с зажигательной смесью широко использовали в качестве средства для борьбы с танками, бронемашинами и автомашинами. В связи с нехваткой противотанкового оружия они получили распространение в вооружённых формированиях Испанской республики. В октябре 1936 года наполненные бензином и керосином бутылки в районе Мадрида в качестве противотанкового оружия применили националисты из Испанского легиона. Оружие оказалось эффективным против республиканских танков Т-26 и БТ-7.
Летом 1938 года в ходе боевых действий у озера Хасан японские солдаты несколько раз применяли стеклянные бутылки с горючим в качестве противотанкового средства. Во время боевых действий на реке Халхин-Гол в 1939 году в составе японских пехотных рот уже действовали «противотанковые команды» из 10—12 солдат, которые были вооружены стеклянными бутылками с горючей смесью и противотанковыми шестовыми минами.
В ходе боевых действий в Польше в сентябре 1939 года бутылки с горючим являлись главным противотанковым средством польской пехоты.
Финский «коктейль Молотова» разработал (под названием фин. polttopullo «зажигательная бутылка») капитан Куиттинен из гарнизона Кориа весной 1939.
Первый испытанный образец был обычной стеклянной бутылкой, наполненной бензином, с прикрученным к ней куском ткани. В ходе полевых испытаний, однако, были выявлены следующие недостатки:
- жидкость не прилипала к цели и стекала с неё слишком быстро;
- горящая ткань делала бросавшего легко заметным, что на практике (при использовании против танков в ближнем бою) было неприемлемо.

Добавление гудрона к смеси (около 10—20 миллилитров на 0,5-литровую бутылку) не только решило первую проблему, но и позволило создать больше дыма при возгорании. Смесь также горела дольше и при более высокой температуре. Было разработано два основных метода поджига:
- При помощи штормовых спичек, горевших около 60 секунд после поджига. Пара таких спичек прикручивалась к противоположным сторонам бутылки обычной изолентой либо проволокой (под спички помещалась полоска теплоизолирующего материала, чтобы бутылка не треснула преждевременно от нагрева; второй запал был запасным, чтобы использовать неброшенную бутылку). Именно эта версия системы по́джига была разработана и успешно испытана командой Ээро Куиттинена к весне 1939 года. Около 80 % бутылок с зажигательной смесью, произведённых финской промышленностью во время советско-финской войны 1939—1940 годов, использовало этот метод поджига.
- Длинная хрупкая стеклянная ампула, наполненная самовоспламеняющейся смесью (на основе серной кислоты или белого фосфора), вставленная внутрь бутылки с зажигательной смесью. При разбивании бутылки происходило разрушение ампулы, что вызывало самовозгорание зажигательной смеси. Этот метод был разработан уже непосредственно во время войны армией Финляндии и использовался примерно в 20 % бутылок с зажигательной смесью, произведённых во время войны.

### Происхождение названия

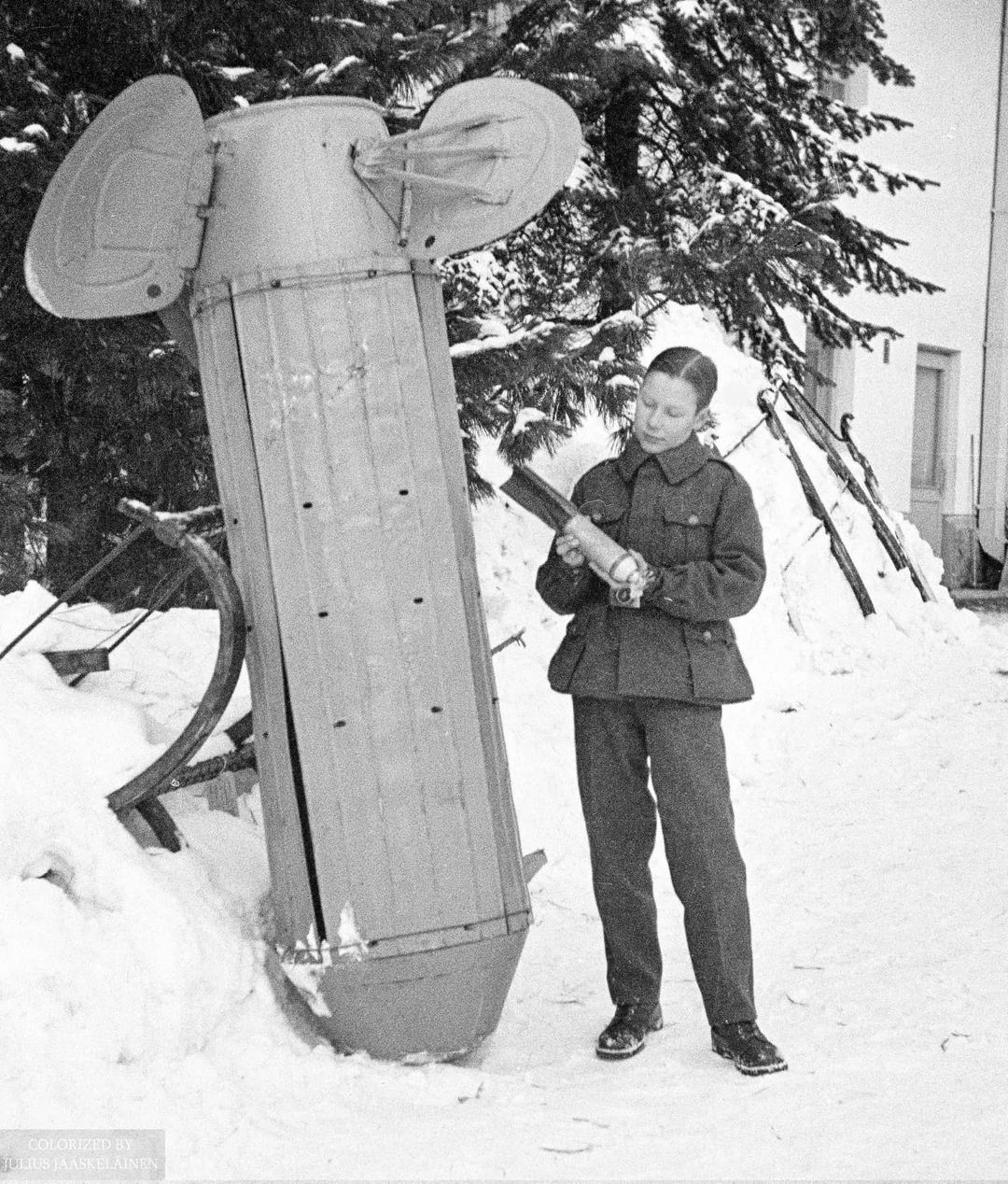
Ротативно-рассеивающая авиационная бомба (РРАБ) — тип советского авиационного боеприпаса для массового применения малогабаритных авиабомб, ранняя кассетная бомба.

Название «коктейль Молотова» связано с именем председателя Совнаркома и народного комиссара иностранных дел СССР В. М. Молотова, который также известен по пакту Молотова — Риббентропа. Название зародилось в ходе советско-финской войны. В первые дни войны СССР официально отрицал вторжение, а Молотов заявлял что они помогают Финляндии и якобы сбрасывают гуманитарные грузы. Поэтому финны стали называть используемую против них советскую кассетную авиационную бомбу РРАБ-3 «хлебной корзиной Молотова», а её боезаряды — «буханками», таким образом саркастически высмеивая помощь от Молотова. В ходе войны власти Финляндии дали указание своим алкогольным заводам: «Нам нужна жидкость, которая долго горит и плохо тухнет». Полученную жидкость финны стали использовать в бутылках как противотанковое средство и, по уже существующей аналогии, назвали «коктейлем Молотова».
В финской литературе встречается утверждение, что в самой Финляндии бутылки с зажигательной смесью называли «коктейль для Молотова», а иностранные журналисты опустили предлог и название превратилось в «коктейль Молотова». Первоначально название употреблялось только к горящей смеси непосредственно, но скоро название закрепилось за изделием в виде бутылки с горючей смесью. Большую роль тут сыграла пропаганда, — если в газетах, особенно англоязычных, термин «коктейль Молотова» стал обычным делом, то в окопах осталась «горящая бутылка».
По другой версии, название «коктейль Молотова» получила зажигательная жидкость КС. В октябре 1941 года представители Чернореченского завода сдали первую промышленную партию противотанковой жидкости, которая могла воспламеняться при температуре воздуха −40° C. Вячеслав Молотов в это время был заместителем председателя ГКО, поэтому одним из неофициальных названий жидкости стало «коктейль Молотова». Впрочем, название «коктейль Молотова» можно было встретить, например, в шведских газетах ещё в 1940 году, до образования ГКО.
По третьей версии, зажигательную смесь широко применяли кубинские интернационалисты в гражданской войне в Испании (как и за полвека до этого в войне за независимость Кубы). Интербригады и СССР поддерживали республиканское правительство, с ними ассоциировалось имя тогдашнего председателя Совнаркома СССР Вячеслава Молотова, поэтому зажигательную смесь кубинцев прозвали «коктейль Молотова».

### Советско-финская война (1939-40)

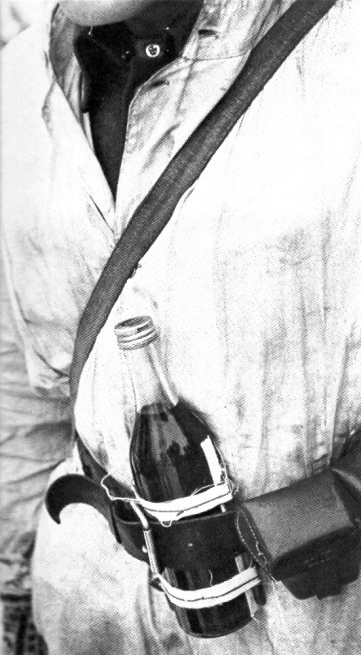
Финский солдат с «коктейлем Молотова» на поясе

К началу войны опытные партии уже производились на пяти небольших заводах и технология была полностью отработана. Это позволило финнам в кратчайшие сроки наладить производство на мощностях «Алко» (госкомпания Финляндии, по сей день обладающая монополией на производство и продажу алкоголя на территории страны), и первая партия в 40 тысяч бутылок ушла на фронт уже через несколько дней после начала войны. Всего за 3 месяца войны было выпущено 542 194 бутылки.
Во время Зимней войны обычный «коктейль» состоял из смеси денатурата, керосина и дёгтя в полулитровой водочной бутылке. В начале Зимней войны, согласно инструкции по применению, основным назначением бутылок было ослепить танк — закоптить триплексы дымом. Но быстро было замечено, что если бутылка попадает на моторный воздухозаборник, пламя затягивается внутрь и поджигает двигатель.
Промышленное производство бутылок с зажигательной смесью на заводе в Раямяки наладил главный инженер завода Фредерик Тойво Киркомяки. Поскольку на пробках первых бутылок читалось Alko-Rajamäki, советская авиация бомбила Раямяки, но до конца войны на предприятии было выпущено свыше 450 тысяч бутылок с зажигательной смесью.
Красная армия потеряла в Зимней войне 1939—1940 годов 1919 танков, из которых сгорело 436 — бо́льшая часть, очевидно, от «коктейля Молотова».

### Вторая мировая война (1939—1945)
В качестве средства борьбы с бронетехникой противника бутылки с горючим применяли с первого дня Великой Отечественной войны (22 июня 1941, когда немецкая пехота при поддержке шести танков атаковала 18-ю погранзаставу 92-го Перемышльского отряда погранвойск СССР, пограничники сумели уничтожить два танка противотанковыми гранатами и бутылками с бензином). 26 июня 1941 года при отражении нескольких немецких танковых атак севернее Минска бутылки с горючим использовали военнослужащие 100-й стрелковой дивизии РККА.
В СССР к разработке рецептуры огнесмесей был привлечен Химико-технологический институт им. Д. И. Менделеева в Москве, в лабораториях которого после начала Великой Отечественной войны наладили и снаряжение бутылок. 7 июля 1941 года Государственным Комитетом Обороны было издано постановление «О противотанковых зажигательных гранатах (бутылках)», которое обязало Наркомпищепром организовать с 10 июля 1941 г. снаряжение стеклянных бутылок огнесмесью по определённой рецептуре.
Во время войны в СССР децентрализованно производились бутылки ёмкостью 0,5, 0,75 и 1 л, снаряженные загущёнными горючими смесями № 1, № 2 и № 3 (принятыми на вооружение ещё перед войной), а также смесью БГС и самовоспламеняющейся смесью КС.
Смесь БГС (получившая название по первым буквам названий компонентов — бензольная головка и сольвент) разработал военинженер третьего ранга, кандидат технических наук К. М. Салдадзе. Производство смеси началось в 1941 году.
Бутылки, выпущенные на стекольном заводе в осаждённой Одессе, с середины августа 1941 года, помимо запала, снабжались и этикеткой с призывом к бойцу: «Товарищ! Запал и бутылка изготовлены в Одессе. Не пускай врага в наш город, подожги танк!»
Самовоспламеняющуюся смесь КС разработали в августе 1941 года в Саратове А. Т. Качугин и П. С. Солодовник. Смесь КС состояла из бензина, керосина и лигроина, и воспламенялась с помощью запала конструкции А. Т. Кучина и М. А. Щеглова, состоявшего из серной кислоты, бертолетовой соли и сахарной пудры.
В мемуарах заместителя наркома вооружения СССР В. Н. Новикова приводится иное описание жидкости КС. Он пишет, что жидкость представляла собой смесь сероуглерода и белого фосфора. Сверху, для защиты от контакта с воздухом (что приводило к самовоспламенению), в бутылку наливался слой воды и керосина. Соответственно, температура горения этой смести превышала 1000 °C (в сравнении с 800 °C у углеводородных ампул) и время горения было существенно бо́льшим. Новиков указывает, что бутылки с КС бойцы охотно принимали как эффективное противотанковое оружие.
Несколько в ином ключе сообщается об этом в статье Адама Качиньского (Adam Kaczyński) 2011 года:

<…> самой эффективной самовоспламеняющейся смесью — КС, в состав которой входил белый фосфор, растворенный в сероуглероде в пропорции 4:1. Из-за сложности технологического процесса они производились только на специализированных химических заводах. Одним из них был знаменитый комбинат в Сталинграде, где, в частности, были разработаны модификации смеси для условий суровой русской зимы. Зажигательную смесь КС разливали в бутылки из тёмного стекла, чаще всего из-под пива.
Согласно уставу каждый солдат, направлявшийся на уничтожение танков, должен был иметь при себе как минимум одну бутылку со смесью КС. Её следовало использовать в первую очередь. Правда, одна бутылка не могла повредить машину, но возникающий в результате горения фосфора белый дым ослеплял её экипаж. В уставе чётко прописывалось, что использовать следует как минимум две-три бутылки. Практика боя однозначно показала, что все попытки бросать зажигательные бутылки солдатами, не находящимися в укрытии, чаще всего заканчивались смертью или тяжёлым ранением от огня пехоты и танковых пулемётов…
Зажигательные бутылки за исключением единичных случаев использовались в основном как дополнение к противотанковым гранатам или связкам обычных гранат, которыми стремились вначале остановить танк, чтобы после поджечь его при помощи бутылок.
…по не слишком надёжным советским данным, за всю войну при помощи бутылок было уничтожено 2429 танков, самоходных артиллерийских установок и бронетранспортёров

Уже к 1942, благодаря налаженному производству противотанковых орудий и ПТР, значение бутылок с горючими жидкостями сходит на нет.
В 1942 году И. П. Иночкин разработал «бутылкометатель» — устройство, позволявшее забрасывать бутылки с зажигательной смесью на расстояние 75-100 метров.
Кроме того, в Ленинграде выпускался бутылкомёт Цукермана.
Тульские оружейники разработали и внедрили в производство (в полукустарных условиях прифронтовой полосы, когда почти всё оборудование было эвакуировано в тыл) запал для бутылок, состоящий из четырёх кусков проволоки, железной трубки с прорезями, пружины, двух верёвок и холостого патрона 7,62×25 мм ТТ. Обращение с запалом было схоже с обращением с запалом для ручных гранат, с тем отличием, что «бутылочный» запал срабатывал только при разбивании бутылки. Этим была достигнута высокая безопасность в обращении и повышены скрытность и оперативность применения, а также расширен спектр погодных условий, пригодных для применения бутылок. Но в связи с изменением характера войны с оборонительного на наступательный дальнейший выпуск бутылочных запалов был прекращён.

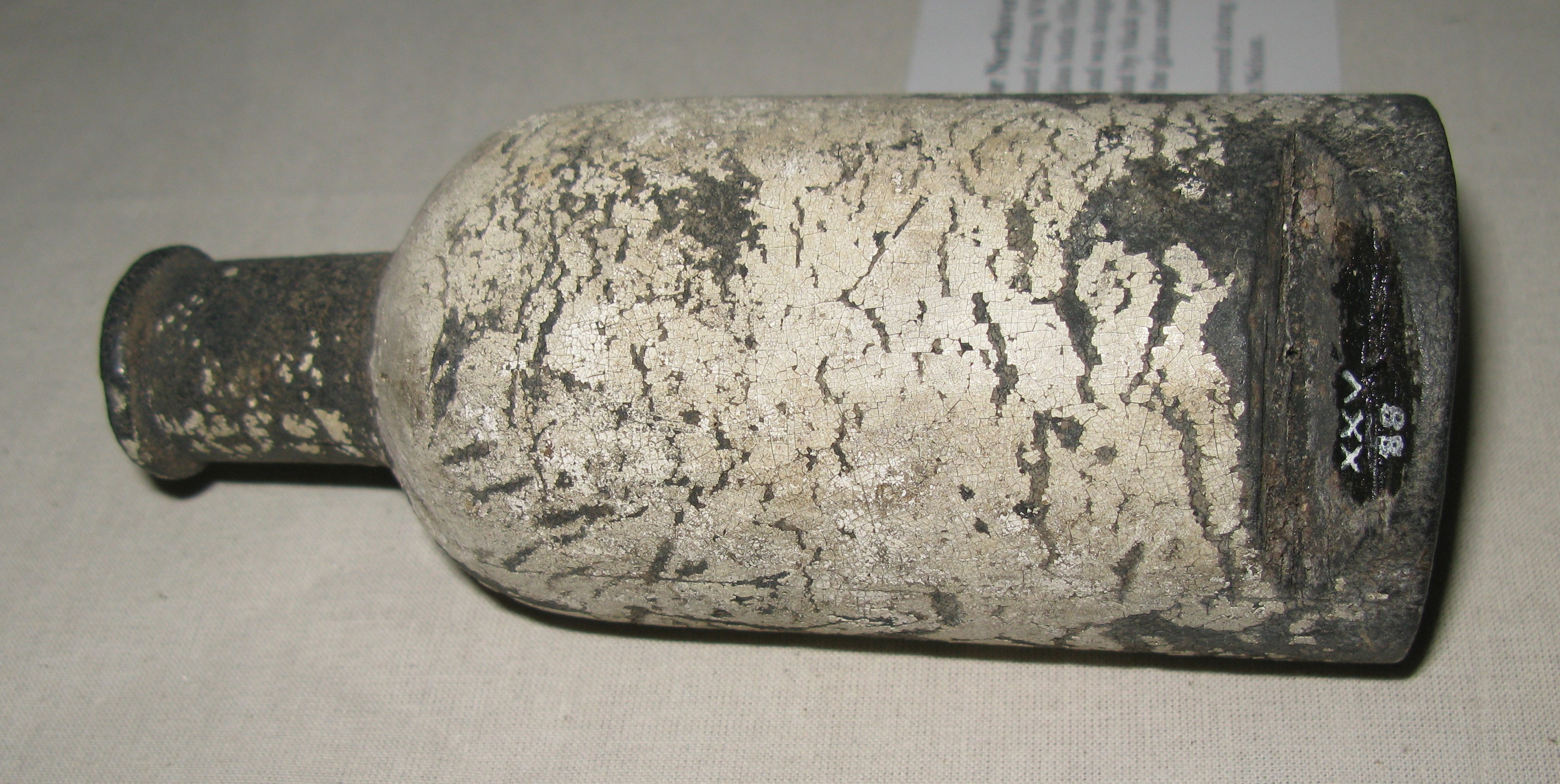
Бутылка с зажигательной смесью британского ампуломета Northover Projector

В связи с тем, что при эвакуации из Дюнкерка практически всё вооружение английских экспедиционных войск было оставлено на континенте, в британской армии возник дефицит противотанковых средств. В 1940 году были разработаны и приняты на вооружение упрощённые образцы противотанкового оружия: «стеклянная зажигательная граната» Glass bottle phosphorous No.76 grenade и устройство для их отстрела «The Northover Projector» (представлявшее собой установленную на треноге гладкоствольную трубу с внутренним диаметром 63,5 мм). Вышибной заряд чёрного пороха обеспечивал возможность стрельбы на дальность до 300 ярдов, эффективная дальность стрельбы составляла до 100 ярдов. Стандартизованный вариант «коктейля Молотова», серийное производство которого было освоено в Великобритании во время войны, представлял собой наполненную горючей жидкостью молочную бутылку, закрытую металлической кроненпробкой.
Использованная Третьим рейхом во Второй мировой войне зажигательная бутылка называлась Brandflasche, она была 250 мм в высоту и 60 мм диаметром. В составе горючей жидкости была одна треть используемого в огнемётах масла Flammöl Nr.19 и две трети бензина. Также использовалась Brandhandgranate 48/57 — 80 мм шириной и 100 мм высотой стеклянная полулитровая бутылка, наполненная смесью из бензола и бензина. В качестве противотанкового средства такие бутылки с горючим рекомендовали использовать даже в конце войны (они упоминаются в брошюре для солдат вермахта о борьбе с танками, изданной в мае 1944 года).
После вступления США во Вторую мировую войну в декабре 1941 года, в 1942 году на вооружение армии США была принята «стеклянная зажигательная граната» M1 Frangible Grenade (которая представляла собой бутылку из прозрачного или коричневого стекла с металлической пробкой, снаряженную пинтой зажигательной смеси). По состоянию на начало 1944 года бутылки оставались на вооружении.
На Тихоокеанском театре военных действий японские войска использовали бутылки с зажигательной смесью в сочетании с другими противотанковыми средствами (противотанковыми минами, ручными гранатами, изготовленными в войсках подрывными зарядами и др.). В изданном в сентябре 1944 года справочнике военного ведомства США отмечалось, что японцы стремятся использовать бутылки с горючим для сжигания обездвиженной огнём артиллерии или после подрыва на противотанковых минах бронетехники США.

### Корейская война (1950—1953)
В ходе Корейской войны 1950—1953 гг. были отмечены случаи применения стеклянных бутылок с горючей смесью подразделениями южнокорейской армии (так, в ходе боёв за высоты 597,9 и 537,7 севернее Кумхуа 20—29 октября 1952 года их применяли подразделения 2-й пехотной дивизии южнокорейской армии).

## Способы применения
«Коктейли Молотова» применяются главным образом против автомобилей и бронетехники. При броске основной целью является попадание горящей жидкости в моторное отделение. Использование сопряжено с риском для жизни из-за необходимости подобраться к цели на расстояние броска. В целом эффективность бутылочных атак против бронетехники невелика: для поражения двигателя необходимо попасть в вентиляционные решётки сзади от башни, а для этого нужно находиться сбоку или сзади от танка, что обычно возможно только в условиях городской герильи, либо бросить бутылку из окопа, который в этот момент пересекает танк. Во время Второй мировой войны вентиляционные решётки танков стали закрывать рабицей. Благодаря этому бутылки пружинили и, не разбиваясь, скатывались с танка. Современные танки снабжены надёжными средствами защиты от бутылок с горючей смесью, хотя повреждение огнём наружных деталей танка может привести к снижению его боеспособности.
Но бутылки с горючей смесью применяли не только как оружие ближнего боя. На танкоопасных направлениях, помимо минных, устраивали поля из бутылок с самовоспламеняющейся горючей смесью КС. Наиболее просто устраивались бутылочные поля зимой: бутылки просто погружали в снег. В приказе по войскам Западного фронта № 075 от 8 декабря 1941 года отмечалось: «Заграждения, устроенные из бутылок с горючей жидкостью, задержали движение танков противника, а часть из них на этих полях загорелась. Всего бутылочных полей на фронте 5-й армии было устроено 15, с общим расходом бутылок до 70 000 штук». На основании имевшегося удачного опыта приказ предписывал: «Бутылочные поля создавать в общей системе инженерно-противотанковых препятствий. Размеры поля: глубина — 15—20 м, по фронту — 500—900 м, бутылки размещать в шахматном порядке. Также практиковать устройство бутылочных полей в сочетании с минными полями».
Для борьбы с атакующей пехотой применяли и другое весьма эффективное огневое заграждение — так называемые миноогнефугасы. Перед передним краем рыли ямы, в которые укладывали по 20 зажигательных бутылок и небольшие заряды взрывчатого вещества. Подорванный взрывателем натяжного или нажимного действия миноогнефугас давал столб огня высотой до 8 метров, поражая горящей жидкостью площадь около 300 квадратных метров.
При нехватке стандартных боеприпасов 125-мм ампуломёты образца 1941 года переделывались под метание бутылок с зажигательной смесью. Для британского ампуломета Northover Projector бутылка с зажигательной смесью была штатным боеприпасом.

## Законодательный статус

### Белоруссия
В 2016 году введена уголовная ответственность за действия с «коктейлем Молотова». Прямо в законах страны термин «коктейль Молотова» не упоминается. Однако принятым в апреле 2016 года законом в Уголовный кодекс введено понятие «предметы, поражающее действие которых основано на использовании горючих веществ». При обсуждении этого закона в парламенте также подтверждалось, что речь в данном случае идет о «коктейле Молотова». Введенная в белорусский Уголовный кодекс в апреле 2016 года статья 295.3 устанавливает, что «незаконные изготовление, приобретение, передача во владение, сбыт, хранение, перевозка, пересылка или ношение предметов, поражающее действие которых основано на использовании горючих веществ» будут наказываться вплоть до лишения свободы на срок до 2 лет (если деяние совершено повторно или группой лиц по предварительному сговору, то до 5 лет).

### Канада
Канада являлась доминионом Британской империи (на территории которого действовали нормы английского законодательства - предусматривавшие ответственность за поджог); в дальнейшем был принят уголовный кодекс (в соответствии со ст. 82 которого за незаконное изготовление и хранение изделий, подобных "коктейлю Молотова" предусмотрена ответственность в виде тюремного заключения сроком до 5 лет).

### США
В США изготовление, получение (передача), ношение (транспортировка), применение и совершение прочих действий с «коктейлем Молотова» без предварительного разрешения Бюро по алкоголю, табаку и оружию на указанные действия является преступлением.
Так, например, за изготовление «коктейлей Молотова» и намерение их использовать во время саммита НАТО в Чикаго в 2012 году трое граждан США были приговорены к 5, 6 и 8 годам тюремного заключения.
В соответствии с федеральным законодательством США владение, ношение или применение «коктейлей Молотова» (а также ряда других видов оружия) в любой связи с насильственными преступлениями или незаконным оборотом наркотиков влечёт уголовную ответственность в виде тюремного заключения на срок не менее 30 лет, а в случае, если лицо ранее было осуждено за подобные преступления, совершённые с применением любого огнестрельного оружия, назначается пожизненное заключение.
После начала 6 июня 2025 года беспорядков в Лос-Анджелесе (в ходе которых 9 июня 2025 года в сотрудников управления шерифа округа Лос-Анджелес бросили "коктейль Молотова"), 13 июня 2025 года шериф штата Флорида на пресс-конференции предупредил население, что каждый, кто бросит в сотрудника правоохранительных органов США кирпич или "зажигательную бомбу" будет убит на месте.

### Япония
В Японии изготовление, хранение и использование самодельного зажигательного оружия (в том числе, в виде "коктейля Молотова") законодательно запрещено, его применение оценивается как общественно опасное преступление и применение зажигательного оружия, обладающего неизбирательным действием. Случаи использования стеклянных бутылок с горючим или зажигательной смесью имели место в 1969, 1970 и 1971 годы, после этого в 1972 году в японское законодательство были внесены изменения, в соответствии с которыми уголовная ответственность за изготовление и использование такого оружия была усилена. Однако отдельные случаи использования такого оружия имели место и в последующее время - так, 19 октября 2024 года в центре Токио 49-летний японец бросил несколько бутылок с зажигательной смесью в здание штаб-квартиры либерально-демократической партии и был арестован полицией.